# Monte Aldone
Il monte Aldone è una montagna dell'Appennino ligure alta 810 m s.l.m. e posta sul confine tra i comuni di Pianello Val Tidone, di cui rappresenta il punto più elevato, e Alta Val Tidone, fino al 2017 Pecorara, in provincia di Piacenza.
La vetta è posta sul versante destro della val Tidone e fa parte dello spartiacque che separa la val Tidone stessa dalla val Chiarone e dalla val Tidoncello, entrambe formate da due affluenti del Tidone.
Il monte fa parte dal 1985 di una zona tutelata ai sensi del piano di tutela paesaggistica della regione Emilia-Romagna, per motivi storici, come la presenza della Rocca d'Olgisio e degli scavi archeologici della piana di San Martino, e naturalistici, come boschi, grotte naturali, praterie e stazioni di uccelli rapaci.

## Descrizione
Le pendici orientali del monte Aldone, il cui massiccio comprende anche la cima del monte Bono, formano, insieme ai monti Ciarello, Poggio Uccello e Fernico, lo spartiacque tra la val Chiarone, a nord, e la val Tidoncello, a sud, entrambe formate da affluenti del Tidone, questo spartiacque procede fino al monte Serenda, da qui si origina la val Luretta. Sulle pendice meridionale del rilievo si trova, invece, il centro abitato di Pecorara, fino al 2017 sede dell'omonimo comune.

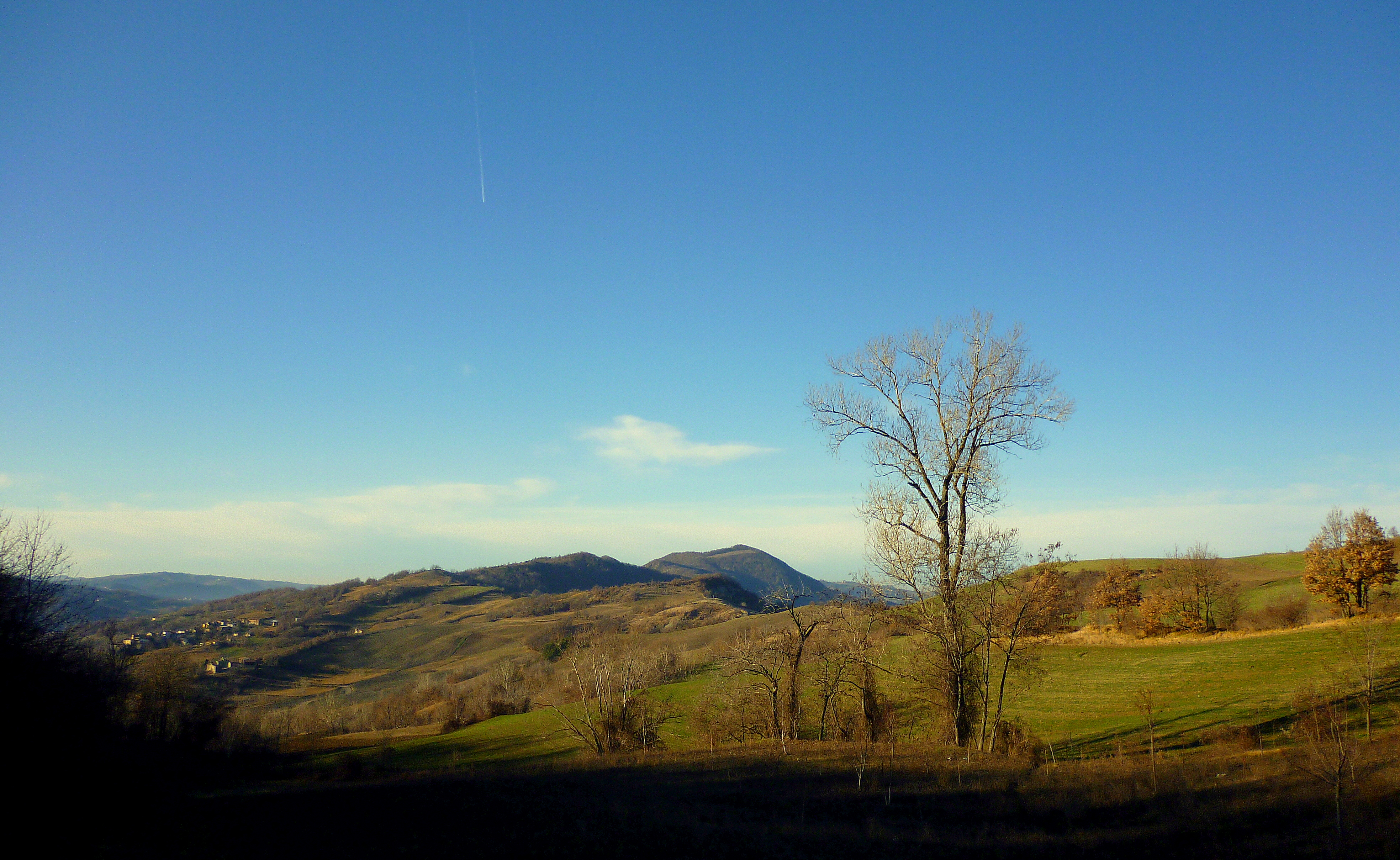
Il monte Ciarello e il monte Aldone

Il rilievo è modellato su una formazione classificabile come appartenente ai flysch di monte Cassio; a questo litotipo calcareo-marnoso, caratterizzato da una resistenza all'erosione non particolarmente pronunciata, si deve l'ambiente roccioso dotato di versanti particolarmente ripidi che lo caratterizzano.
Le pendici del rilievo presentano un'alternanza di pascoli e superfici coltivate nella parte bassa, mentre sono coperte da boschi in quella più alta, inclusa la vetta, coperta di vegetazione e dalla quale non è possibile godere di una vista panoramica; nei pressi della cima si trova un fabbricato in condizioni di abbandono, probabilmente adibita in origine a osservatorio o a ripetitore radiotelevisivo.
L'intera zona del monte Aldone si caratterizza per un livello di antropizzazione estremamente basso, che lascia ampie possibilità per una valorizzazione naturalistica dell'area.
I boschi sulle pendici sono composti in prevalenza da varie essenze di latifoglie tra cui spiccano la roverella, il carpino nero, il sorbo e il pino silvestre.

## Turismo
Il percorso che dal passo Ca' del Diavolo conduce fino alla cima del monte è dotato di segnavia CAI ed è stato attrezzato per la percorrenza in mountain-bike da parte dell'associazione I Cinghiali della Val Tidone, che ha curato anche il posizionamento di cartellonistica informativa e mappe dei percorsi disponibili nella zona; all'incirca alla metà del percorso è stato adibito un punto di ristoro attrezzato con tavoli e panchine.